# Habenaria lagunae-sanctae
Habenaria lagunae-sanctae là một loài thực vật có hoa trong họ Lan. Loài này được Kraenzl. mô tả khoa học đầu tiên năm 1893.